# Montaner
För andra betydelser, se Montaner (olika betydelser).
Montaner är en kommun i departementet Pyrénées-Atlantiques i regionen Nouvelle-Aquitaine i sydvästra Frankrike. Kommunen ligger i kantonen Montaner som tillhör arrondissementet Pau. År 2022 hade Montaner 416 invånare.

## Befolkningsutveckling
Antalet invånare i kommunen Montaner
| Referens: INSEE |